# Sciame meteorico

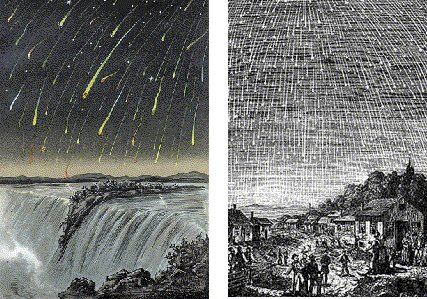
Illustrazioni artistiche delle Leonidi del 1833 (destra) e 1866 (sinistra)

Sciame meteorico delle Eta Aquaridi, con luce zodiacale e i pianeti evidenziati con il nome. Si vede bene il fatto che tutte le tracce convergono nello stesso punto del cielo.

Gli sciami meteorici (o meteoritici, detti anche piogge meteoriche) sono fenomeni astronomici che consistono nella caduta di un gran numero (maggiore di 10 per ora) di meteore.

## Meccanismo
Uno sciame meteorico avviene quando la Terra, nel suo moto orbitale intorno al Sole, attraversa l'orbita di una cometa che ha lasciato una scia di detriti. Entrando a contatto con l'atmosfera a una velocità di alcune decine di chilometri al secondo, questi piccoli frammenti di roccia (meteoroidi) sono bruciati per attrito con l'atmosfera, lasciando delle spettacolari scie luminose (ovvero le meteore, dette anche stelle cadenti).
Gli sciami sono fenomeni che ricorrono ogni anno attorno alla stessa data, perché la Terra attraversa la stessa zona di spazio ogni anno. I nomi degli sciami meteorici si riferiscono ai nomi delle costellazioni da cui sembrano provenire tutte le scie luminose; in realtà questa è la direzione verso cui la Terra si muove lungo la sua orbita in quella data. Gli sciami più famosi sono le Leonidi, le Geminidi, le Perseidi e le Quadrantidi.
Una cometa o un asteroide in genere dà origine a uno sciame di meteore, ma in alcuni casi anche a due: questi sciami sono centrati attorno a uno dei nodi o ad ambedue i nodi dell'orbita del corpo progenitore.